# 서은교
서은교(徐銀敎, 1995년 3월 21일 ~ )는 대한민국의 가수 겸 배우 및 뮤지컬 배우이다. 과거 걸 그룹 파이브돌스의 멤버였으며, 2011년 2월 17일 《엠 카운트다운》에서 파이브돌스의 구성원으로서 《입술자국》이라는 곡으로 데뷔했다.

## 학력
- 가야초등학교 (졸업)
- 반송여자중학교 (졸업)
- 안양예술고등학교 (전학)
- 서울공연예술고등학교 (졸업)

## 내력
2011년 파이브돌스의 새 멤버로 발탁되었고, 2015년까지 파이브돌스 활동을 하였다. 파이브돌스 해체 후, 현재는 연극 배우 겸 뮤지컬 배우로 활동 중이다.

## 출연작

### 드라마
| 연도 | 방송사 | 제목                       | 역할        | 비고 |
| ---- | ------ | -------------------------- | ----------- | ---- |
| 2011 | MBC    | 최고의 사랑                | 캔디스 멤버 |      |
| 2017 | JTBC   | 청춘시대 2                 | 이윤진      |      |
| 2020 | tvN    | 슬기로운 의사생활          | 염지완      |      |
| 2024 | KBS2   | 드라마스페셜 '영복,사치코' | 경자        |      |

### 예능
- 《믹스나인》 (2017년, JTBC)

### 연극
- 《사랑향기》 (2015년) - 권지아 역
- 《스물》 (2017년 ~ 2018년) - 멀티녀 역
- 《체홉, 여자를 읽다》 (2019년 ~ 2020년) - 니노 치카 역
- 《그릇 찾으러 왔습니다》 (2019년) - 수아 역
- 《망원동 브라더스》 (2019년) - 조선화 역
- 《언플러그드》 (2020년) - 하늘 역

### 뮤지컬
- 《아찔한 연애》 (2016년) - 나현실 역
- 《사랑은 비를 타고 3》 (2016년 ~ 2017년) - 유미리 역
- 《김종욱 찾기》 (2018년)
- 《클림트》 (2021년) - 에밀리 역
- 《탐정 케이: 수인 마을 살인 사건》 (2023년) - 샤론 역
- 《썸데이》 (2024년) - 유지해 역
- 어서 오세요 휴남동 서점입니다 (2025년) - 영주 역